# مقاطعة فرانكلين (فيرمونت)
مقاطعة فرانكلين هي مقاطعة في فيرمونت، بلغ عدد سكانها 47٬746  نسمة، في 2010، عاصمتها سانت ألبانز، تبلغ مساحتها 1٬792 كيلومتر مربع.

## الموقع
تشترك في الحدود مع:
- مقاطعة أورليانز (فيرمونت)[7]
- مقاطعة تشيتندن (فيرمونت)[7]
- مقاطعة لامويل (فيرمونت)[7]
- Brome-Missisquoi Regional County Municipality [الإنجليزية]‏
- مقاطعة غراند آيل (فيرمونت).[8]

## التقسيمات الإدارية
- بيكرسفيلد
- بيركشير
- إنوسبور
- فيرفاكس
- فيرفيلد
- فليتشر
- فرانكلين
- جورجيا
- هايغيت
- مونتغمري
- ريتشفورد
- شيلدون
- سانت ألبانز
- St. Albans (town), Vermont [الإنجليزية]‏
- Swanton (town), Vermont [الإنجليزية]‏.